# 이제현 초상
이제현 초상(李齊賢 肖像)은 원나라 화가 진감여가 그린 고려 말의 문신 익재 이제현의 전신 초상화이다. 1962년 12월 20일 대한민국의 국보 제110호로 지정되었다. 고려 시대에 그려진 초상화들 중 유일하게 지금까지 남아 있는 초상화이다.

## 개요
화면 상단에 적혀 있는 화기에 의하면, 이제현이 33세 되던 해인 1319년에 충선왕을 모시고 중국 절강성의 보타산 사찰에 강향하기 위해 갔을 때, 충선왕의 명으로 항주 최고의 명수인 진감여(陳鑑如)를 불러 그리게 하고 당시 석학이었던 탕병룡(湯炳龍)에게 찬문을 짓게 했다고 한다.
이제현 영정은 1319년 원나라의 화가 진감여가 그린 것, 1364년에 고려에서 그려진 것, 역옹패설의 목판본으로 인쇄된 2종이 있으며, 현재는 진감여가 그린 원본과 이것을 복사한 구곡사, 수락영당, 가산서원본 등이 함께 전하고 있다.
현재 전남 장성군의 가산서원(佳山書院)과 충북 청원군의 수락영당(水洛影堂), 전남 강진군의 구곡사(龜谷寺)에 수장되어 있는 이제현상의 범본이었을 것으로 생각되는 이 영정은 많은 부분이 보수되기는 했지만, 원작의 형식을 거의 그대로 반영하고 있기 때문에 고려시대에 영향을 미친 원나라 초상화법을 구체적으로 파악할 수 있는 귀중한 작품이다.

## 기타
1319년에 진감여가 그린 영정을 한때 잃어버렸다가 뒤에 되찾게 되었는데 이제현은 1364년에 그린 자신의 초상화와 원나라의 진감여가 그린 초상화의 차이점을 보고 감회를 느껴 시를 한 수 지었다고 한다.

## 참고자료
- 이제현 초상 - 국가유산청 국가유산포털

## 같이 보기
- 《이제현 초상》 - 충청북도 유형문화재 제72호
- 《강진구곡사소장익재이제현상과백사이항복상》 - 전라남도 유형문화재 제189호
- 《가산사소장익재영정》 - 전라남도 유형문화재 제164호
- 《익재영정》 - 경상북도 문화재자료 제90호
- 이제현
- 이진
- 만권당
- 진감여

 본 문서에는 서울특별시에서 지식공유 프로젝트를 통해 퍼블릭 도메인으로 공개한 저작물을 기초로 작성된 내용이 포함되어 있습니다.